# San Pedro del Pinatar
San Pedro del Pinatar er en by og kommune i det sydøstlige Spanien i Murcia-regionen. Den har et indbyggertal på 28.706 (2024) indbyggere.